# Knight Rider (televíziós sorozat, 2008)
A Knight Rider 2008 februárjában indult sorozat, mely az eredeti, 1982-es Knight Rider sorozat folytatása. A történetben feltűnik egy rövid szerepig David Hasselhoff is, de már csak mellékszereplőként. A főszereplő ugyanis Mike Traceur (Justin Bruening), Michael Knight fia. Mike apja nyomdokaiba lép, ezúttal nem 2000-es, hanem 3000-es Knight modellel. A Knight Industries Three Thousand (Knight Művek Háromezres) modellel, aki továbbra is KITT névre hallgat. A sorozat az azonos című, 2008-as filmmel indult. 
2009. május 19-én egyetlen évad után az NBC elkaszálta a sorozatot a gyenge nézettségi adatok miatt, ráadásul később kiderült, hogy az amerikai tévécsatorna az eredeti 22 epizód helyett 17-et adott csupán le.
Magyarországon a TV2 sugározta az új Knight Ridert, mindegyik részt 2010-ben adták le.

## Szereplők
| Szereplő                           | Színész               | Magyar hang       |
| ---------------------------------- | --------------------- | ----------------- |
| Michael „Mike“ Knight/Mike Traceur | Justin Bruening       | Szabó Máté        |
| Sarah Graiman                      | Deanna Russo          | Urbán Andrea      |
| Charles Graiman                    | Bruce Davison         | Reviczky Gábor    |
| Billy Morgan                       | Paul Campbell         | Pálmai Szabolcs   |
| Zoe Chae                           | Smith Cho             | Molnár Ilona      |
| Carrie Rivai                       | Sydney Tamiia Poitier | Nemes Takách Kata |
| Alex Torres                        | Yancey Arias          | Seder Gábor       |
| K.I.T.T.                           | Val Kilmer [hang]     | Versényi László   |

## Epizódok
| Nr  | Magyar Cím                          | Eredeti Cím                    | Magyar Premier      | Amerikai Premier     |
| --- | ----------------------------------- | ------------------------------ | ------------------- | -------------------- |
| 1-2 | Knight Rider – Prométheusz          | Knight Rider                   | 2010. április 24.   | 2008. február 17.    |
| 3   | Léteznek még lovagok                | A Knight In Shining Armor      | 2010. május 8.      | 2008. szeptember 24. |
| 4   | Halálos iramban                     | Journey to the End of Knight   | 2010. május 15.     | 2008. október 1.     |
| 5   | Hullámhegy                          | Knight of the Iguana           | 2010. május 22.     | 2008. október 8.     |
| 6   | Haláltusa                           | A Hard Day's Knight            | 2010. május 29.     | 2008. október 15.    |
| 7   | Szélsőséges viszonyok               | Knight of the Hunter           | 2010. június 5.     | 2008. október 22.    |
| 8   | Álarc                               | Knight of the Living Dead      | 2010. június 12.    | 2008. november 5.    |
| 9   | Páratlan páros                      | I Wanna Rock & Roll All Knight | 2010. június 19.    | 2008. november 12.   |
| 10  | Viva Las Vegas                      | Knight of the Zodiac           | 2010. június 26.    | 2008. november 19.   |
| 11  | Fertőzés                            | Knight Fever                   | 2010. július 3.     | 2008. december 31.   |
| 12  | Kifulladásig (1)                    | Don’t Stop the Knight          | 2010. július 10.    | 2009. január 7.      |
| 13  | Mindhalálig (2)                     | Day Turns Into Knight          | 2010. július 17.    | 2009. január 14.     |
| 14  | Nehéz örökség (K.I.T.T. & K.A.R.R.) | Knight to King's Pawn          | 2010. július 24.    | 2009. január 21.     |
| 15  | Túszfészek                          | Exit Light, Enter Knight       | 2010. július 31.    | 2009. január 28.     |
| 16  | Harcosok klubja                     | Fight Knight                   | 2010. augusztus 7.  | 2009. február 4.     |
| 17  | Tanúvédelem                         | Fly By Knight                  | 2010. augusztus 14. | 2009. február 11.    |
| 18  | A régi környék                      | Knight and the City            | 2010. augusztus 21. | 2009. február 18.    |
| 19  | Emberfeletti erő                    | I love the Knightlife          | 2010. augusztus 28. | 2009. március 4.     |